# 拿撒勒運動

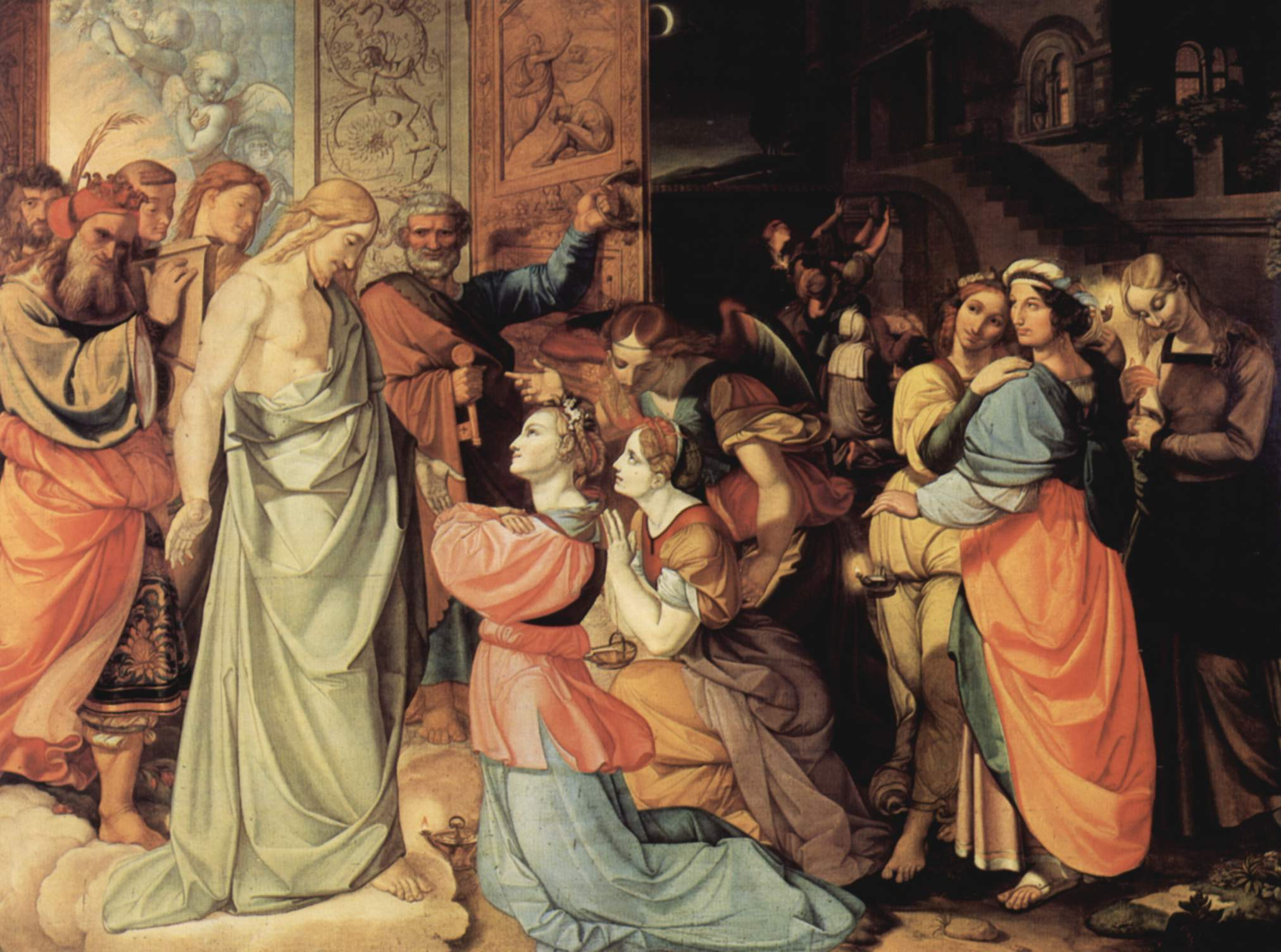
愚蠢的和睿智的处女（1813年）。 画家:彼得·馮·柯內留斯。藝術宮博物館.

拿撒勒運動（德語：nazarenische Bewegung）是19 世纪早期一群旨在复兴艺术灵性的德国浪漫主义画家的藝術改革運動。 拿撒勒藝術是19世紀初德語藝術家在維也納和羅馬創立的浪漫宗教藝術運動。這種風格的代表，拿撒勒人，主要接近天主教，並且不少人皈依了天主教。他們離開的背景是拿破崙時代的社會政治動盪和專制的梅特涅制度，這反映在藝術和藝術學院的教學中。拿撒勒人的目標是以基督教精神更新藝術，以義大利和德國的老大師為榜樣。他們影響了整個浪漫主義時期的藝術。
拿撒勒这个名字来自一个用来嘲笑他们的术语，因为他们假装圣经中的服装和发型方式。

### 代表人物
- 彼得·馮·柯內留斯
- 约翰·弗里德利希·奥韦尔贝克

## 外部鏈接
- （英文）《藝術史》中的拿撒勒人 （页面存档备份，存于）